# Аеродромна вулиця (Київ)
Аеродро́мна ву́лиця — вулиця в Солом'янському районі міста Києва, місцевість Чоколівка. Пролягає від Волинської вулиці до залізниці.

## Історія
Вулиця виникла в 1-й чверті XX століття, мала назву вулиця Куліша або Кулішівська — на честь українського письменника Пантелеймона Куліша. У 1946 році отримала сучасну назву Аеродромна, від розташованого поблизу аеропорту «Жуляни» (повторне рішення про перейменування — 1952 року), з 1957 року — вулиця Ластовського.  1958 року вулиці знову повернуто назву Аеродромна.